# Орлово (Воронезька область)
Орлово (рос. Орлово) — село у Новоусманському районі Воронезької області Російської Федерації.
Населення становить 4116 осіб (2010). Входить до складу муніципального утворення Орловське сільське поселення.

## Історія
Населений пункт розташований у історичному регіоні Чорнозем'я. Від 1929 року належить до Новоусманського району, спочатку в складі Центрально-Чорноземної області, а від 1934 року — Воронезької області.
Згідно із законом від 15 жовтня 2004 року входить до складу муніципального утворення Орловське сільське поселення.

## Населення
| 2002 | 2008  | 2010  |
| ---- | ----- | ----- |
| 3260 | ↗4287 | ↘4116 |